# Clapham North metróállomás
A Clapham North a londoni metró egyik állomása a 2-es zónában, a Northern line érinti.

## Története
Az állomást 1900. június 3-án adták át Clapham Road néven a City and South London Railway részeként. Mai nevét 1926. szeptember 13-án kapta. Napjainkban a Northern line vonatai szolgálják ki.

## Forgalom
| Járat | Útvonal | Gyakoriság     |
| ----- | --- | -------------- |
|       | (Edgware és High Barnet felől –) Kennington – Oval – Stockwell – Clapham North – Clapham Common – Clapham South – Balham – Tooting Bec – Tooting Broadway – Colliers Wood – South Wimbledon – Morden | 2-3 percenként |

## Átszállási kapcsolatok
| Állomás       | Átszállási kapcsolatok                                                               |
| ------------- | ------------------------------------------------------------------------------------ |
| Clapham North | Overground (Clapham High Street) Helyi buszok (Clapham North & High Street Stations) |

## Fordítás
- Ez a szócikk részben vagy egészben  a   Clapham North tube station című angol Wikipédia-szócikk fordításán alapul.  Az eredeti cikk szerkesztőit annak laptörténete sorolja fel. Ez a jelzés csupán a megfogalmazás eredetét és a szerzői jogokat jelzi, nem szolgál a cikkben szereplő információk forrásmegjelöléseként.